# Mabelz
Mabelz（2000年12月6日—），本名為蘇查妲·松潘（羅馬化：Suchada Sonpan），2021年以LIT Entertainment旗下女子歌唱團體PiXXiE的領唱及門面身分出道。

## 早期生活
Mabelz於2000年12月6日出生於莊他武里府。小時候對音樂與唱歌懷抱著夢想的她，直到小學四年級時，學校舉辦了歌唱比賽，並規定每個班級都要派一名代表出來參賽，於是Mabelz自告奮勇出來參賽，也透過這回經驗才讓她意識到對歌唱的熱愛。

## 演藝經歷
在正式加入PiXXiE前，Mabelz已是一名時裝模特兒。2019年，她參與了“To Be Number ONE”的選秀競賽，並在之後申請成為LIT Entertainment的練習生，花了大約一年的時間練習和發展她各方面的潛力。2021年2月11日，正式作為PiXXiE成員之一與Pimma和Ingkho一起在歌曲《Ded (DED)》中首次亮相，並發行了多張單曲。。

## 作品列表

### 電影
| 上映年份 | 電影名稱           | 電影名稱 | 角色 | 備註 |
| 上映年份 | 譯名               | 原文名   | 角色 | 備註 |
| 2023年   | 《心語心願》       |          | Iris | 配角 |
| 待公布   | 《阿喀琉斯的詛咒》 |          |      |      |

### 網路劇
| 首播年份 | 戲名             | 戲名   | 播放平台 | 角色 | 備註 |
| 首播年份 | 譯名             | 原文名 | 播放平台 | 角色 | 備註 |
| 2023年   | 《別動我兄弟！》 |        | WeTV     |      | 配角 |

## 音樂作品

### 戲劇原聲帶
| 年份   | 譯名  | 原文名 | 戲劇名稱     | 備註  |
| 2024年 | Clear |        | 《下雨時分》 | [ 6 ] |

## 外部連結
- Mabelz的Instagram帳戶（泰文）